# خواكيم روتمان
خواكيم روتمان (بالدنماركية: Joachim Juhl Rothmann)‏ هو لاعب كرة قدم دنماركي في مركز الهجوم، ولد في 29 يونيو 2000 في Greve Municipality ‏ في الدنمارك. لعب مع نادي نوردشيلاند.

## وصلات خارجية
- خواكيم روتمان على موقع اتحاد النرويج (النرويجية)
- خواكيم روتمان على موقع قاعدة بيانات كرة القدم.إي يو (الإنجليزية)
- خواكيم روتمان على موقع Soccerway.com (الإنجليزية)
- خواكيم روتمان على موقع عالم كرة القدم.نت (الإنجليزية)